# Чамбра
«Чамбра» (итал. A Ciambra) — копродукционный драматический фильм 2017 года, поставленный итальянским режиссером Йонасом Карпиньяно. Мировая премьера ленты состоялась 19 мая 2017 на 70-м Каннском международном кинофестивале в секции «Двухнедельник режиссеров». Фильм был отобран от Италии претендентом в номинацию «Лучший фильм на иностранном языке» на 90-ю церемонию «Оскара», но не попал в короткий список номинантов. Однако, лента получила ряд наград на международных кинофестивалях и была номинирована на «Серебряную ленту» Итальянского национального синдиката киножурналистов как лучший фильм и премию «Независимый дух» за лучшую режиссерскую работу. Также, в 2018 году «Чамбра» была номинирована в 7-ми категориях на получение итальянской национальной кинопремии «Давид ди Донателло», в том числе за лучший фильм, и получила две награды, в том числе за лучшую режиссерскую работу.

## Сюжет
Пио Амато живет в маленькой ромской общине Чамбра в Калабрии и отчаянно пытается казаться взрослым. В свои 14 парень пьет, курит и является одним из немногих, кто безболезненно маневрирует между общинами района: итальянской, африканских беженцев и своей, румынской. Он всюду следует за своим старшим братом Козимо, попутно перенимая у того навыки выживания на улицах родного города. Но однажды Козимо исчезает, и все для Пио меняется. В попытке доказать, что он готов занять место старшего брата, мальчик встанет перед выбором, который поставит под сомнение его готовность стать мужчиной.